# تاريخ إيه سي ميلان
رابطة ميلان المحدودة لكرة القدم (بالإيطالية: Associazione Calcio Milan SpA)‏ ، وغالباً ما يعرف اختصاراً باسم إيه سي ميلان أو الميلان فقط، هو نادي كرة قدم إيطالي محترف، تأسس بتاريخ 16 ديسمبر 1899 بمدينة ميلانو في إقليم لومبارديا في إيطاليا، على يد الإنجليزي هيربرت كيلبن.يعرف الفريق بلونيه الأسود الأحمر، ويشتهر في إيطاليا بلقب "الروسونيري» (بالإيطالية: Rossoneri) (بالعربية: الأحمر والأسود). ويلعب الفريق حاليّاً في دوري الدرجة الأولى الإيطالي لكرة القدم.
يُعتبر إيه سي ميلان من أنجح الأندية في العالم حيث حصد 18 لقباً على مستوى القارة الأوروبية حيث حقق الميلان لقب دوري أبطال أوروبا 7 مرات. وفاز بلقب كأس العالم للأندية، أو كما كان يُسمّى قديماً «كأس الإنتركونتيننتال»، 4 مرات، وقد حصد لقب كأس السوبر الأوروبي، حيث فاز به 5 مرات، بينما فاز مرتين بلقب كأس الاتحاد الأوروبي للأندية أبطال الكؤوس  ليصبح اجمالي بطولاته القارية 18.

## تاريخ النادي

### تأسيس النادي

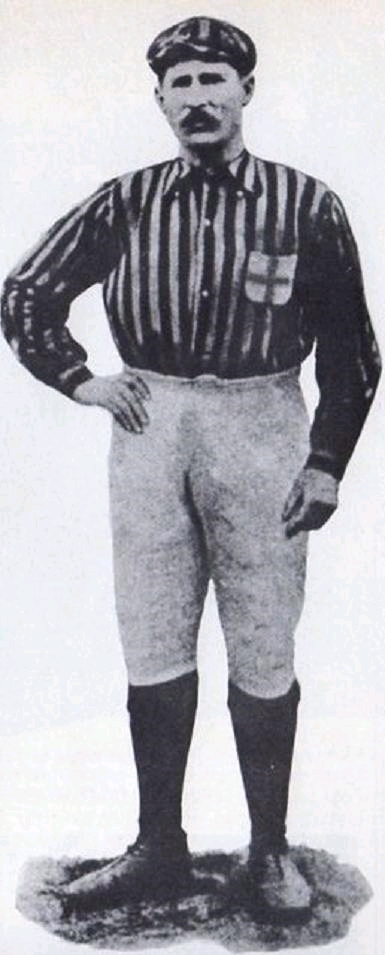
هيربرت كيلبن.

تأسس إيه سي ميلان  بتاريخ 16 ديسمبر/كانون الأول 1899 على يد ثلاثة إنجليز  هم: هيربرت كيلبن، ألفريد إدواردز، وديفيد أليسون حيث كانوا قد اتفقوا على إنشاء فريق كرة قدم، وفي البداية تم تسمية النادي باسم «نادي ميلان للكريكت وكرة القدم»، وبعد مرور شهر من تأسيس الفريق واختيار ديفيد أليسون كأول قائد في تاريخ الفريق، انضم النادي في 15 يناير 1900 إلى الإتحاد الإيطالي لكرة القدم. كانت أول مباراة لنادي إيه سي ميلان أمام نادي ميديولانوم، أحد فرق مدينة ميلانو، وذلك في تاريخ 11 مارس/آذار 1900، وقد انتهت بنتيجة 3-0 لمصلحة ميلان، بعدما سجل ديفيد أليسون الهدف الأول في المباراة وأول هدف في تاريخ إيه سي ميلان.

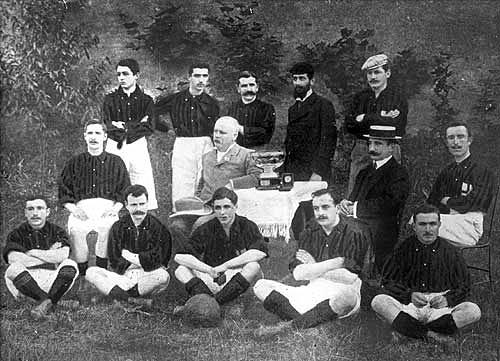
التشكيلة الفائزة بأول بطولة دوري للنادي.

وفي 15 أبريل 1900 خاض إيه سي ميلان أول مباراة رسمية أمام نادي اف سي تورينيزي في الدوري الإيطالي، وخسرها بنتيجة 0-3، ليخرج من تلك البطولة، ولم تؤثر هذه النتيجة على عزيمة الفريق، على الرغم من أن نادي اف سي تورينيزي كان يُعتبر من أقوى الفرق في تلك الفترة. وكانت هذه الخسارة الدافع لنادي إيه سي ميلان لتحقيق مفاجأة كبرى في الموسم الذي تلاه، حيث استطاع أن يفوز ببطولة الدوري الإيطالي بعدما انتصر في المباراة النهائية على نادي جنوى حامل اللقب والمهيمن على البطولة بنتيجة 3-0 وبأهداف كل من هيربرت كيلبن وهدفي نيجريتي.
في موسم عام 1905 تم تغيير اسم النادي إلى «نادي ميلان لكرة القدم»، حيث أصبح اهتمام النادي كله منصباً فقط على لعب الكرة، وفي موسم عام 1906 تعادل نادي ميلان مع نادي يوفنتوس في النقاط، فأقيمت مباراة فاصلة في مدينة تورينو لتحديد البطل، وقد انتهت بالتعادل السلبي. وفي مباراة العودة في ميلانو، استطاع ميلان أن يفوز بهدفين مقابل لا شيء ليحرز لقب الدوري الإيطالي للمرة الثانية في تاريخه. وواصل النادي نجاحاته بعد تلك الفترة، ففي عام 1907 حافظ على لقب الدوري الإيطالي، بعد أن تغلبه على فريقي تورينو وأندريا.

### الانقسام
كان فتيل الانقسام في نادي ميلان لكرة القدم هو معارضة البعض مشاركة اللاعبين الأجانب مع الأندية، ففي موسم 1908 عارض العديد من الأندية الإيطالية هذا الأمر، لذا قرر الإتحاد الإيطالي لكرة القدم أن يمنع مشاركة اللاعبين الأجانب في الدوري، مما استدعى بعض الأندية البارزة مثل تورينو وجنوة وميلان إلى مقاطعة الدوري، إلا أن بعض إداريي ميلان كانوا مع القائلين بمنع اللاعبين الأجانب من اللعب في الدوري، فانشقت مجموعة عن النادي وأسست نادي أطلقت عليه اسم «إنتر ميلان». أقيم أول لقاء بين الفريقين في 18 أكتوبر/تشرين الأول 1908، وانتهى بفوز إيه سي ميلان بنتيجة 2-1.

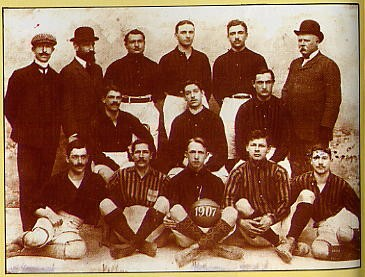
التشكيلة الفائزة بثاني بطولة دوري للنادي.

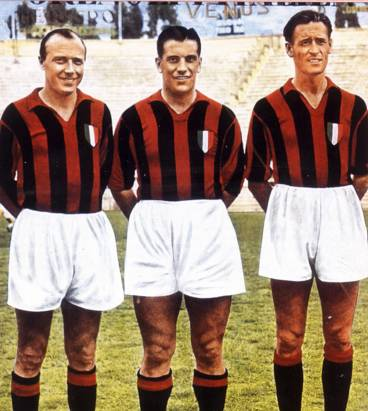
غونار نوردال، نيلس ليدهولم، وغونار غرين.

وفي السنوات الست السابقة للحرب العالمية الأولى، هبط مستوى النادي كثيراً، ولم يستطع الوصول للأدوار النهائية إلا في عام 1915 عندما حقق المركز الرابع وهو أكبر إنجاز له في تلك الفترة. استمر مستوى ميلان بالهبوط في الفترة اللاحقة على الحرب، حيث خرج من الدور نصف النهائي ثلاث مرات متتالية في أوائل عقد العشرينات، وكان أفضل إنجاز له في تلك الفترة، الوصول للأدوار النهائية في عاميّ 1927 و1928.

### حقبة الثلاثينات
تم استحداث بطولة الدوري الإيطالي خلال عقد الثلاثينات من القرن العشرين، وشارك 18 فريقاً في النسخة الأولى منها، وكانت الطموحات كبيرة في تلك الفترة أملاً في أن يتحسن مستوى الميلان، إلا أن أول موسم بقي سيئا حيث احتل النادي المركز الحادي عشر في الدوري، وازداد الأمر سوءا في البطولة التي تلتها حيث حصل على المركز الثاني عشر، وظل على هذه الحالة حتى تم إيقاف بطولة الدوري الإيطالي في عام 1942 بسبب الحرب العالمية الثانية. كانت إيطاليا خاضعة للحكم الفاشي في فترة الثلاثينات، ولم يكن الحاكم «بينيتو موسوليني» مولعا باسم نادي ميلان الذي كان يدل على أصول الاسم الإنجليزية، فتم تغييره إلى «نادي ميلانو لكرة القدم»، ولم يتوقف الأمر عند هذا الحد، فقد أمر موسوليني بتغيير زي الفريق إلى زي أبيض اللون يتوسطه عمودان، أحمر وأسود، واستمر الفريق يرتدي هذا الزي حتى نهاية الحرب.

### الأربعينات وبداية العودة

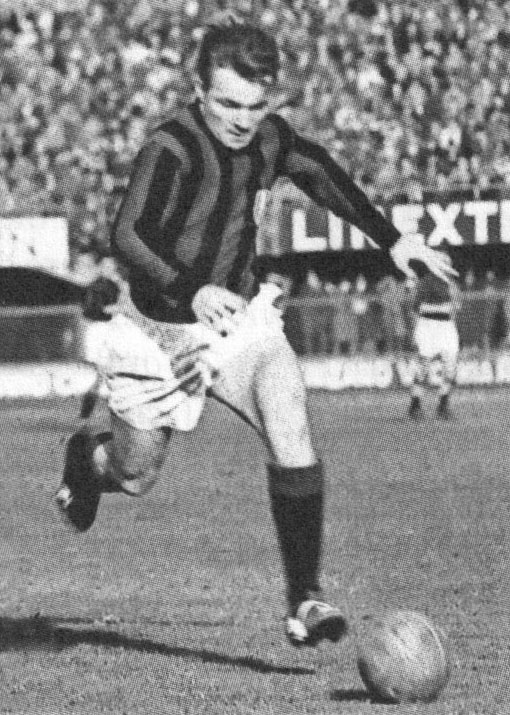
جوزيه ألتافيني.

عاد جوفاني تراباتوني لرئاسة الميلان خلال عقد الأربعينات من القرن العشرين، فتغير مستوى الفريق بشكل ملحوظ، حيث حصل على المركز الثالث في عام 1945، وعلى المركز الرابع عام 1946 بعد أن حقق 19 فوزاً، وفي عام 1947 حل الفريق في المركز الثاني خلف نادي تورينو بفارق خمسة نقاط، ويُعد هذا الموسم الأطول في تاريخ الدوري الإيطالي، حيث أقيم في 42 جولة، وفي عام 1948 استقطب نادي إيه سي ميلان الثلاثي السويدي: «غونار نوردال»، «نيلس ليدهولم»، و«غونار غرين»، الذين قادوا السويد للفوز في ذهبية أولمبياد 1948، وحل ميلان في المركز الثالث في ذلك الموسم بعد أن قدم عروضاً كبيرة. وفي موسم 1949 احتل الفريق المركز الثاني أيضاً خلف يوفنتوس بفارق خمس نقاط.

خوان ألبرتو سيكافينو.

وحصل «غونار نوردال» على لقب هدّاف الدوري برصيد 35 هدفاً. وكان فوز إيه سي ميلان بلقب الدوري الإيطالي مرتقباً بسبب تحقيقه نتائج طيبة في المواسم الماضية، وهذا ما جعل الفريق يفوز بلقب الدوري للمرة الرابعة في موسم 1950\1951 قبل نهاية الدوري بجولتين متقدماً على إنتر ميلان، وكان ميلان قد حقق 26 فوزاً في ذلك الموسم وسجّل عددا كبيرا من الأهداف بلغ 118 هدفاً، وأصبح نوردال هدافاً للدوري للمرة الثانية. وفي موسم 1951\1952 حصل نادي إيه سي ميلان على المركز الثاني خلف نادي يوفنتوس، وفي موسم 1952\1953 حلّ النادي ثالثاً بالرغم من تقديمه لنتائج جيدة وعروض ممتازة. وفي موسم 1954\1955 استطاع نادي إيه سي ميلان تحقيق لقبه الخامس، وقد رحل في هذه الفترة نجم الفريق «غونار نوردال»، الذي استطاع أن يحقق لقب هداف الدوري خمس مرات في ستة مواسم، إلى روما، وتمّ استبداله باللاعب الأورغياني «خوان ألبرتو سيكافينو» ليقود خط الوسط في الفريق. استطاع الميلان الفوز بالدوري للمرة السادسة في تاريخه في موسم 1956\1957،  لكنه خسر نهائي دوري أبطال أوروبا أمام ريال مدريد مكتفياً بالوصافة. وفي موسم 1958\1959 فاز الميلان بلقب الدوري الإيطالي للمرة السابعة في تاريخه.

### الحضور الأوروبي في الستينات

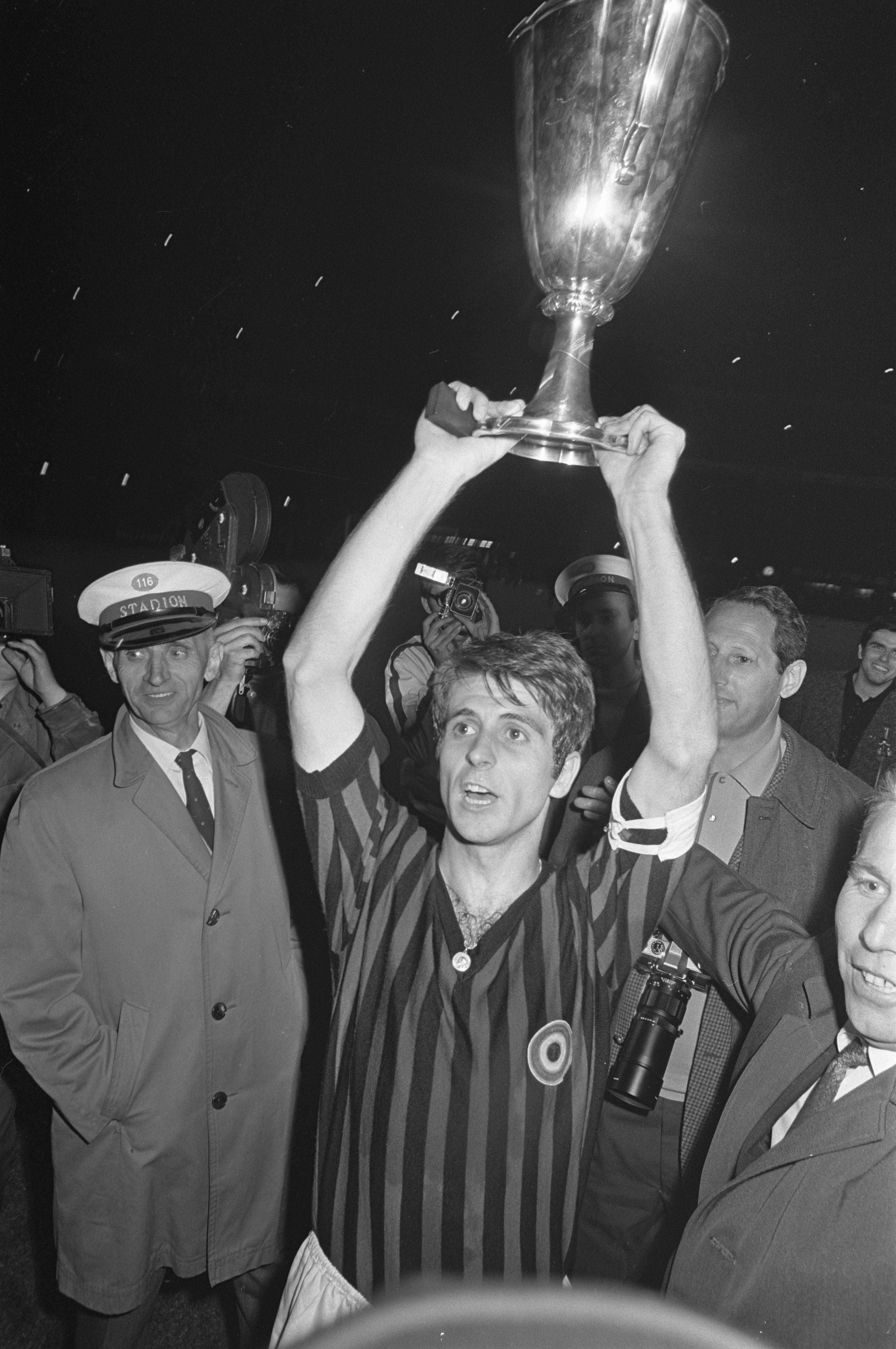
جياني ريفيرا حاملا بطولة دوري الأبطال الثانية قي 1968.

كانت فترة الخمسينات في تاريخ الميلان تؤكد بأن النادي قادم إلى المشاركات الأوروبية بقوة. وهذا ما حدث فعلاً في عهد الستينيات حيث استطاع الفريق الفوز ببطولة كأس الأندية الأوروبية البطلة مرتين. تعتبر الفترة سالفة الذكر بمثابة «فترة مدينة ميلانو».
حيث استطاع قطبي المدينة الفوز بالبطولة أربع مرات. وخلال هذا العهد ضم الفريق إلى صفوفه النجم البرازيلي الفائز بكأس العالم لكرة القدم لعام 1958 في السويد «جوزيه ألتافيني» خلفا لغونار نوردال، كما أتم الفريق إحدى أكثر الصفقات نجاحاً في تاريخه، عندما ضم «جاني ريفيرا»، من نادي ألساندريا بمبلغ قدرة 200 ألف دولار أمريكي. في موسم 1961\1962 استطاع الميلان الفوز بلقب الدوري للمرة الثامنة. وفي موسم 1962\1963 استطاع الظفر بأول بطولة أوروبية، وهي بطولة كأس الأندية الأوروبية البطلة، بعد أن فاز على نادي بنفيكا. وفاز بكأس إيطاليا عام 1966 قبل أن يعود إلى منصة التتويج في المواسم التي تلتها. لم يستغرق الميلان الكثير من الوقت ليُحقق بطولة الدوري التاسعة  له في موسم 1967\1968، وفاز أيضاً ببطولة كأس الكؤوس الأوروبية. وعاد الميلان إلى الفوز بكأس الأندية الأوروبية البطلة للمرة الثانية، وهذه المرة أمام نادي أياكس أمستردام الهولندي في موسم 1969/1968.

### السبعينات، فترة الهدوء

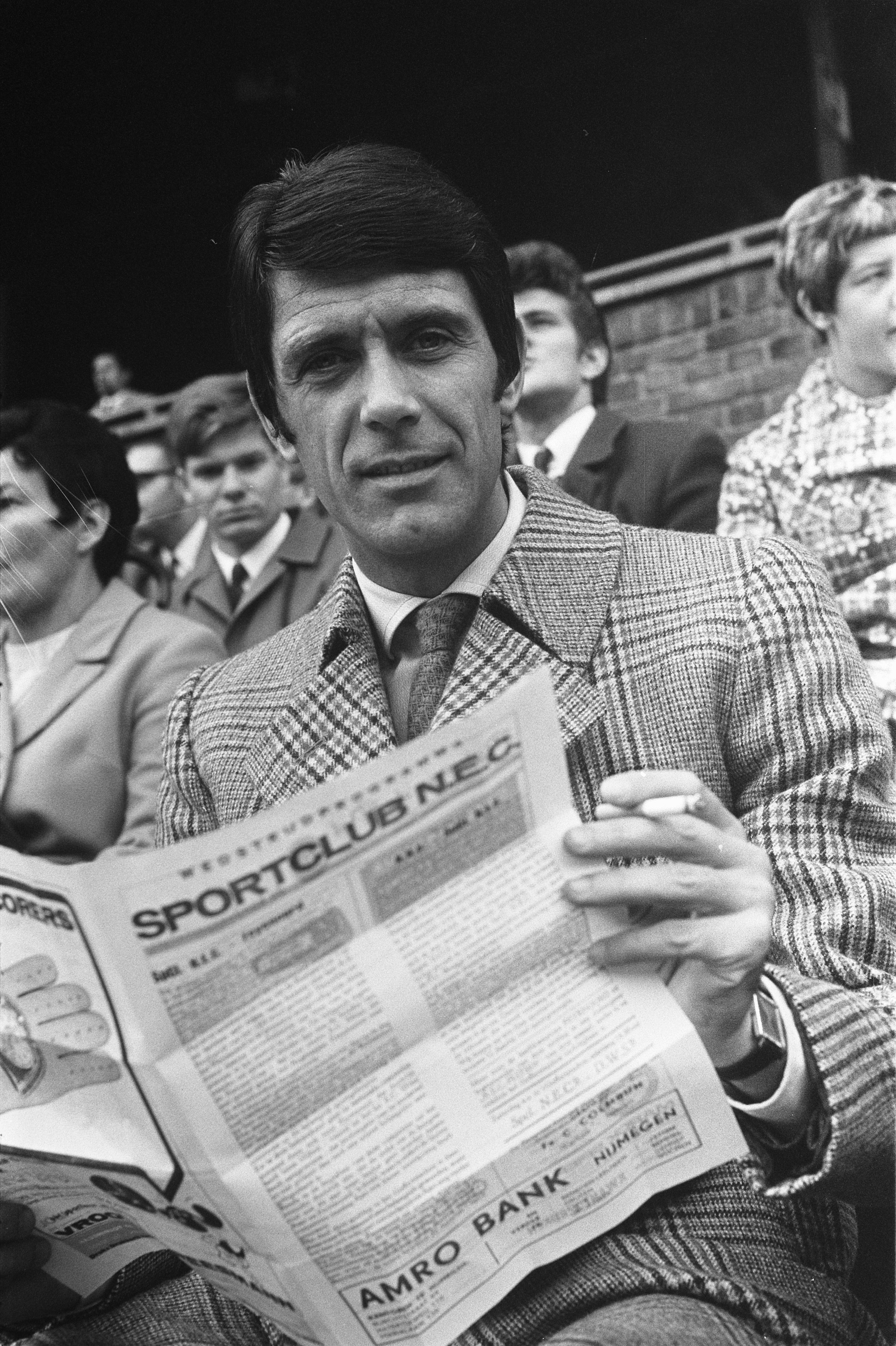
تشيزاري مالديني فاز ببطولتي دوري أبطال أوروبا.

تعتبر فترة السبعينات من تاريخ الميلان من أهدأ الفترات، حيث لم يستطع أن يفوز بالدوري، وحقق بطولة كأس إيطاليا ثلاث مرات، وتلاها فوزه في كأس الكؤوس الأوروبية للمرة الثانية في تاريخه. في بداية عقد السبعينيات، استمر نيريو روكو بحصد الألقاب ففاز بكأس إيطاليا للمرة الثانية في موسم 1971\1972، وحافظ على هذا اللقب وفاز بالكأس للمرة الرابعة في تاريخ النادي، كما حصل على كأس الكؤوس الأوروبية في الموسم الأخير له، أي في موسم 1972\1973. لم يستطع نادي إيه سي ميلان الفوز ببطولة الدوري الإيطالي لكنه اكتفى بالحصول على المركز الثاني لثلاثة مواسم متتالية في أعوام 1970، 1971، و1972،  إلا أن هذه المراكز لم تثر إعجاب الجماهير التي كانت تطالب الفريق بالفوز بالدوري، فرحل المدرب الشهير «نيريو روكو» عن النادي، فتعاقد الأخير مع أكثر من مدرب، حتى أتى «جوفاني تراباتوني» في نهاية موسم 1975، وهي فترة تُعد من أسوأ الفترات في تاريخ الميلان، حيث انخفض مستوى العديد من اللاعبين، وتقدم «جاني ريفيرا» بالسن ومن ثم اعتزل.
عاد «نيريو روكو» إلى الفريق في موسم 1976\1977، وقاده إلى الفوز بكأس إيطاليا على حساب غريمة التقليدي إنتر ميلان بهدفين مقابل لا شيء، ولكنه لم يحقق نتائج طيبة في الدوري. بعد ذلك قاد «غونار نوردال»، الذي كان يشغل منصب مساعد المدرب «نيريو روكو» بعد اعتزاله، قاد الفريق، وفي أول موسم حقق مع ميلان المركز الرابع في الدوري الإيطالي، ومع قدوم لاعبين جدد مثل فابيو كابيلو، وبروز لاعبين شباب مثل الأسطورة فرانكو باريزي، استطاع ميلان الفوز بلقب الدوري للمرة العاشرة في موسم 1978\1979 بعد غياب طويل، وكانت هذه البطولة هي مسك الختام بالنسبة «لجاني ريفيرا» الذي اعتزل اللعب بعد أن ساعد الميلان للفوز بلقب الدوري العاشر، ولكن بعد هذا الفوز الأخير، وبالتحديد في نهاية موسم 1980/1979، ظهرت فضيحة سُميت بفضيحة «توتونيرو»، وهي فضيحة الرشاوى بين اللاعبين، فأسقط الاتحاد الإيطالي لكرة القدم نادي إي سي ميلان مع نادي لاتسيو إلى الدرجة الثانية بعد اكتشاف تورط بعض لاعبي لاتسيو ورئيس ميلان «فيليس كولومبو» والحارس «إنريكو ألبرتوسي» في الفضيحة.

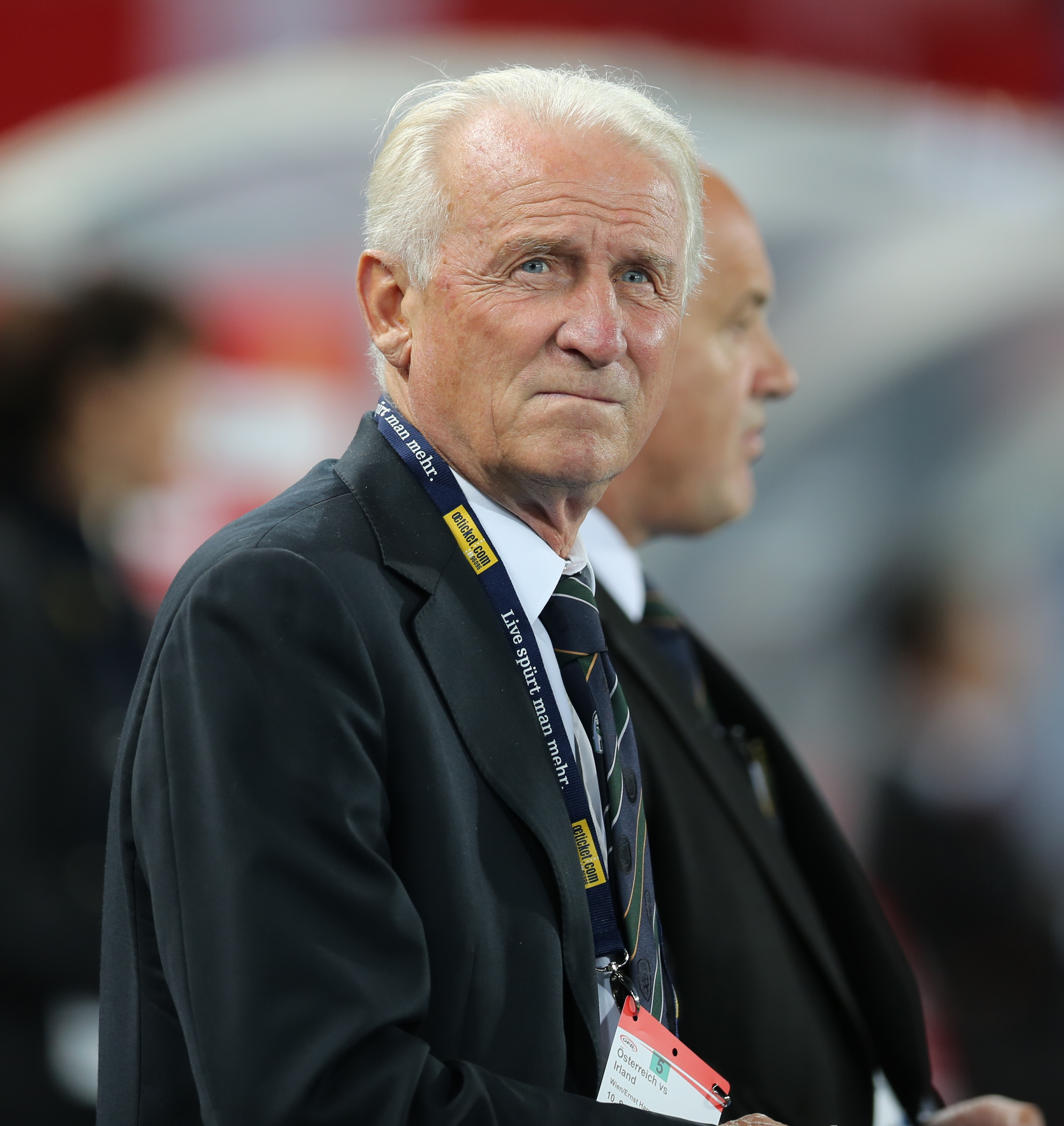
المدرب جوفاني تراباتوني.

### قدوم برلسكوني
عاد إيه سي ميلان إلى الدرجة الأولى سريعاً، ولكن المشاكل لم تبتعد عنه، حيث كان العديد من النجوم قد ابتعد عن الفريق، ولذلك عاد إلى الدرجة الثانية في موسم 1981/1982 بعد حلوله بالمركز الرابع عشر في الدوري الإيطالي، ومما زاد الطين بلة أيضاً، هروب رئيس الميلان «جيوسيبي فارينا» بما تبقى من خزينة النادي. وفي نهاية عام 1985 تقدم رجل الأعمال المشهور «سيلفيو برلسكوني» بعرض لشراء نادي إيه سي ميلان، وقد كان يطمح إلى إعادته إلى مصاف الأندية الكبرى، وفي مارس 1986 أتم برلسكوني شراء النادي بالكامل، وقال بعدها كلمته المشهورة: «سأجعل العالم يعرف إيطاليا على أنها بلد نادي الميلان»، وبدأ بوضع خطط مستقبلية لتحقيق أهدافه، ودعم الفريق بعدد من اللاعبين الشباب، أمثال «روبيرتو دونادوني» من أتالانتا و«كارلو أنشيلوتي» من روما و«فيليبو غالي» من نادي فيورنتينا، ومع وجود «فرانكو باريزي» و«دانييلي مسارو» و«ماورو تاسوتي» و«ألساندرو كوستاكورتا» والشاب «باولو مالديني»، استطاع برلسكوني تشكيل فريق قوي قادر على منافسة الفرق الكبرى.

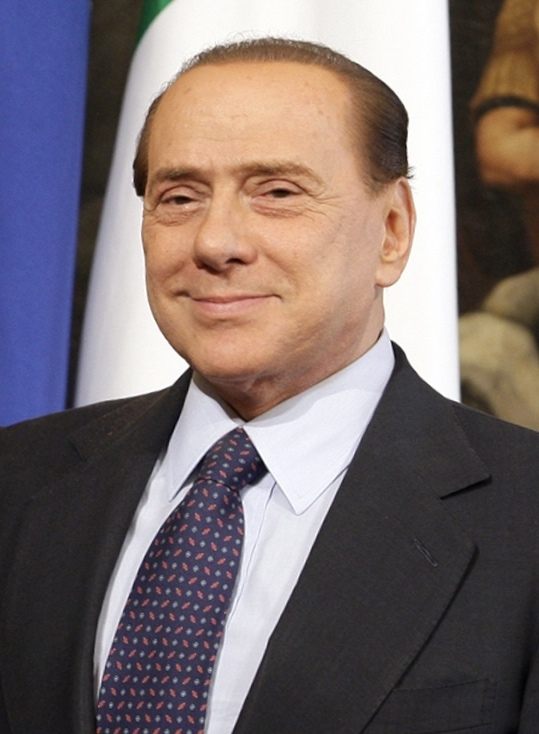
رئيس الوزراء الإيطالي سيلفيو برلسكوني.

توقع الجميع في تلك الفترة أن يكون لإي سي ميلان شكل جديد، ولكن الفريق خيّب الآمال، وحل بالمركز الخامس بالرغم من حصول لاعبه «بييترو باولو فيرديس» على لقب الهداف. وأراد برلسكوني أن يكون فريقه أقوى مما هو عليه، فظفر بالنجم الهولندي «ماركو فان باستن» بعد منافسة عنيفة مع ريال مدريد وبرشلونة، وضم أيضا الهولندي الآخر «رود خوليت»،  وعيّن المدرب «أريغو ساكي» بدلا من «نيلس ليدهولم»، وقد كان نتاج ذلك فوز الميلان ببطولة الدوري للمرة الحادية عشر بعد غياب دام لعشر مواسم، وذلك في موسم 1987\1988. فاز الميلان بعد ذلك بكأس السوبر الإيطالي للمرة الأولى، كما استطاع «رود خوليت» الفوز بجوائز فردية كان أهمها الكرة الذهبية، وجوائز مجلة وورد سوكر.
شارك الميلان في دوري أبطال أوروبا في موسم 1988\1989، واستطاع أن يتأهل إلى نهائي البطولة بعد أن سحق ريال مدريد في السان سيرو بخمسة أهداف مقابل لا شيء، والتقى بعدها مع ستيوا بوخارست الروماني الذي خسر بأربعة أهداف مقابل لا شيء، وكان قد سجل الأهدف كل من «ماركو فان باستن» و«رود خوليت» بواقع هدفين لكل منهما، واكمل ميلان مشواره الأوروبي وفاز ببطولة كأس السوبر الأوروبي للمرة الأولى في تاريخه بعد فوزه على نادي برشلونة بهدفين لواحد، ولم يكتفي الميلان بهذا بل فاز بلقب كأس الإنتركونتيننتال للمرة الثانية في تاريخه بعدما هزمه لأتليتكو ناسيونال الكولمبي بهدف دون رد. وفي الموسم الذي تلا هذا، حافظ الميلان على لقب دوري أبطال أوروبا للعام الثاني على التوالي وهزم بنفيكا بهدف للا شيء سجله الهولندي «فرانك ريكارد»، ولم يمر هذان اللقبان مرور الكرام على «ماركو فان باستن» فقد استطاع حصد الكرة الذهبية مرتين على التوالي في عاميّ 1988 و1989. وبعد هذا العهد، بدأ عصر الميلان الذهبي.

### التسعينات والسيطرة على الدوري

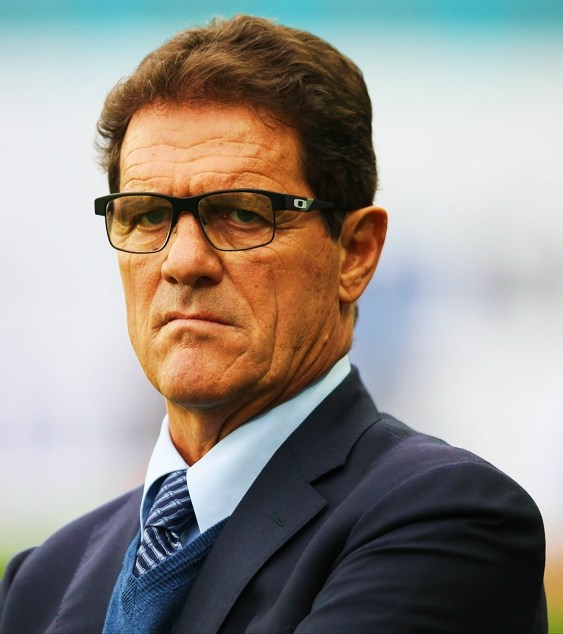
فابيو كابيلو.

في بداية التسعينات، لحق الهولندي «فرانك ريكارد» بزميليه الآخرين «ماركو فان باستن» و«رود غوليت» في نادي ميلان، وفي أول موسم له، أي موسم 1990\1991، قاد الفريق إلى الفوز بدوري أبطال أوروبا للعام الثاني على التوالي، بعد أن سجل الهدف الوحيد في مرمى نادي بنفيكا ليفوز الميلان ببطولة الدوري المذكور للمرة الرابعة. ولم يكتفي الفريق بهذا، بل فاز أيضا بكأس السوبر الأوروبي بعد الفوز على سامبدوريا، لتكون هذه المرة الثانية في تاريخ النادي التي يفوز فيها بهذا الكأس، وفاز أيضا بكأس الإنتركونتيننتال للمرة الثالثة في تاريخه بعد الفوز على أوليمبيا أسونسيون الباراغواياني.
وفي عام 1991 ابتعد المدرب «أريغو ساكي» عن تدريب الميلان، فقاد الفريق لاعبه السابق «فابيو كابيلو»، إلى الفوز بالدوري الإيطالي في موسم 1991\1992 وموسمي 1992\1993 و1993\1994، وفي هذه الفترة ظهر العديد من اللاعبين الشباب الذين بدأوا بتثبيت أنفسهم في الفريق، مثل الإيطالي «ديميتريو ألبرتيني» والفرنسي «مارسيل ديساييه» والكرواتي «زفونيمير بوبان» والمونتينيغري «ديجان سافسيسافيتش». وكان أيضا لكأس السوبر الإيطالي نصيب من ألقاب الميلان ففاز فيها في أعوام 1992، 1993، و1994.

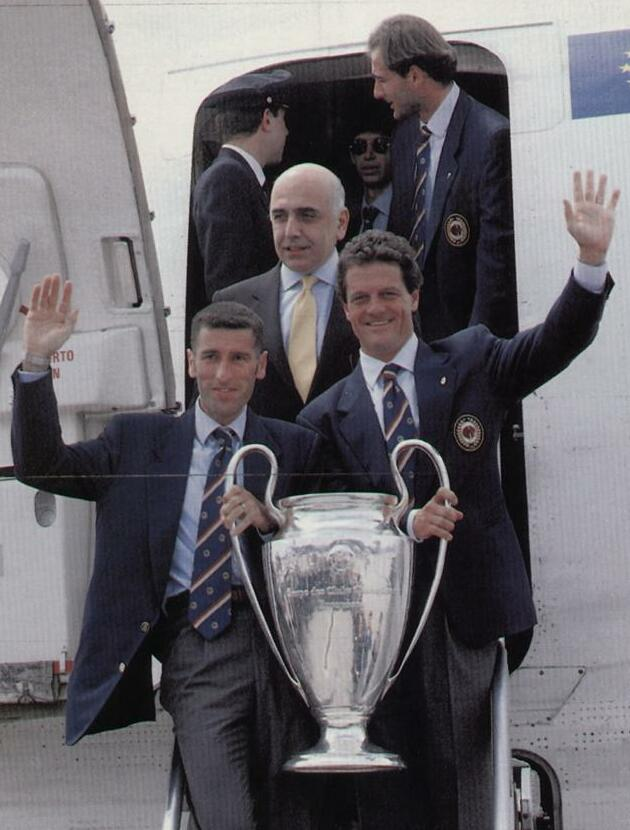
ماورو تاسوتي وفابيو كابيلو وأدريانو غالياني محتفلين بلقب دوري أبطال أوروبا 1994.

واصل إيه سي ميلان حضوره الأوروبي، حيث وصل إلى نهائي دوري أبطال أوروبا لثلاث سنوات متتالية، محققا اللقب في موسم 1993/1994 أمام نادي برشلونة بقيادة الهولندي «يوهان كرويف»، بأربعة أهداف مقابل لا شيء.، صُدم العالم من النتيجة النهائية للمباراة، فأغلب المؤشرات كانت تشير إلى خسارة ميلان للبطولة. خاصة بعد 4 لاعبين أساسيين بسبب الإصابة وهم: هداف الفريق ماركو فان باستن، وجيانلويجي لينتيني صاحب أٌغلى صفق انتقالة بالعالم أنذاك، قائد الفريق فرانكو باريزي والمدافع أليساندرو كوستاكورتا. علاوة على تم إقصاء كل من براين لاودروب، فلورين رادوسيو وجان بيير بابان بسبب قوانين الفيفا آنذاك بعد إشراك أكثر من ثلاث لاعبين أجانب. فكان عدد الغيابات 7 لاعبين منهم خمسة أساسيين. ولم يضيع ميلان فرصة الفوز بكأس السوبر الأوروبي للمرة الثالثة في تاريخه بعدما تغلب على آرسنال بهدفين نظيفين. وفي ظل هذه الإنجازات الجماعية، لم يغب عن الميلان الألقاب الفردية، ففاز «ماركو فان باستن» بعدّة ألقاب بعد الموسم الرائع - موسم 1991\1992 - أهمها الكرة الذهبية وجائزة أفضل لاعب في العالم، وجائزة مجلة وورد سوكر الإنجليزية.
وفي موسم 1994/1995 حل الميلان في المركز الرابع، الأمر الذي اعتبر مخيباً للآمال، وفي الموسم الذي تلاه ومع وجود الإيطالي «روبرتو باجيو»، وأفضل لاعب في العالم في عام 1995 الليبيري «جورج وياه» والكرواتي «زفونيمير بوبان» والمدافع الرائع والحاصل على جائزة مجلة وورد سوكر «باولو مالديني»، استطاع الميلان الفوز بلقب الدوري الإيطالي في موسم 1995/96 للمرة الخامسة عشرة في تاريخه، وكانت هذه هي البطولة الأخيرة «لفابيو كابيلو» مع الفريق، حيث تركه، وتوجه إلى ريال مدريد.

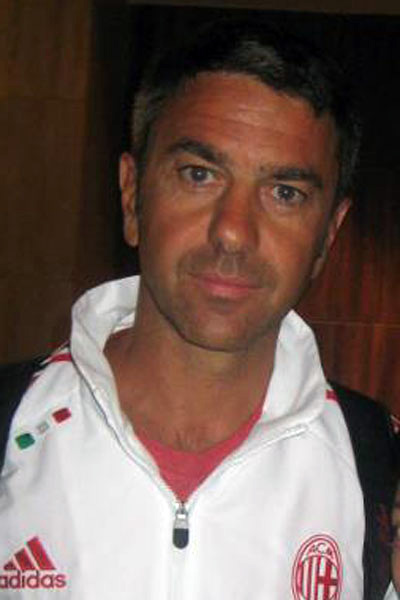
الإيطالي ألساندرو كوستاكورتا.

وتولى المدرب «أوسكار تاباريز» تدريب الميلان، إلا أن تراجع الفريق في البطولات المحلية أدى إلى إقالته وإسناد المهمة إلى «أريغو ساكي»، الذي لم يستطع انتشال الفريق من حالة الهوان،  فحلّ في المركز الحادي عشر في الدوري، وفي الموسم الذي تلاه عاد «فابيو كابيلو»  إلى تدريب الميلان، ولكنه حل في المركز العاشر في الدوري الإيطالي، وفي موسم 1998-1999، تم تعيين «ألبيرتو زاكيروني» لتدريب الفريق، بعدما قدم من أودينيزي، ومعه الهداف الألماني الشهير «أوليفر بيرهوف» هداف الدوري في الموسم السابق، ليُشكّل مع «جورج وياه» والبرازيلي «ليوناردو» مثلث هجومي ممتاز، مما مكن الفريق من أن يفوز بلقب الدوري الإيطالي في ذلك الموسم.

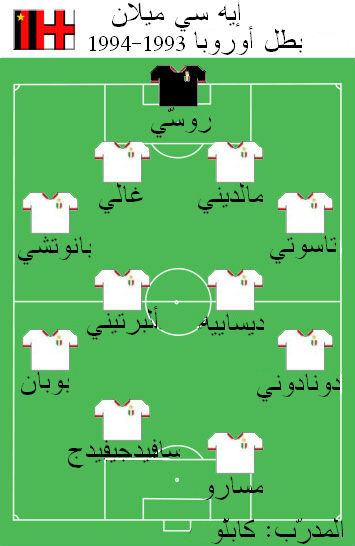
تشكيلة نهائي دوري الأبطال لعام 1994.

### الألفية الجديدة
كانت بداية الألفية عكس ما تمنته الجماهير، فبعد الظفر بالنجم الأوكراني «أندريه شيفشينكو» بعد صراع مع عدد من الأندية الأوروبية، فشل المدرب التركي «فاتح تيريم» في قيادة الميلان بنجاح، حيث احتل الفريق المركز السادس، مما أجبر «سيلفيو برلوسكوني» على الدخول في الميركاتو الصيفي بقوة، حيث تعاقد مع كثير من النجوم. فبعد رحيل «أوليفر بيرهوف» و«جورج وياه»، ظفر الميلان بخدمات لاعب نادي يوفنتوس الدولي الإيطالي «فيليبو إنزاغي» والإيطالي «أندريا بيرلو» والهولندي «كلارنس سيدورف» من نادي إنتر ميلان، وضم البرازيلي «ريفالدو» من برشلونة وحصل على خدمات نجم نادي فيورنتينا البرتغالي «روي كوستا»، وضم المدافع الإيطالي ألساندرو نيستا من نادي لاتسيو. عاد الفريق ليصبح من أقوى الفرق مجددا تحت قيادة لاعب الفريق السابق «كارلو أنشيلوتي»، فبعد موسم أول احتل فيه المركز الثالث، استطاع أن يفوز بدوري أبطال أوروبا في موسم 2002/2003 بعد أن تغلب على نادي يوفنتوس في المباراة النهائية،، وتلا ذلك الفوز بـ كأس إيطاليا أمام روما للمرة الخامسة في تاريخه وكأس السوبر الأوروبي بعد الفوز على نادي بورتو البرتغالي. وفي موسم 2003/2004 حصل ميلان على النجم البرازيلي الصاعد كاكا، وفي أول مواسمه قاد الفريق إلى الفوز ببطولة الدوري الإيطالي لموسم 2003-04 للمرة السابعة عشر في تاريخه، ثم الفوز بكأس السوبر الإيطالي للمرة الخامسة. وعلى الصعيد الفردي حصد النجم الأوكراني «أندريه شيفشينكو» على جائزة الكرة الذهبية.

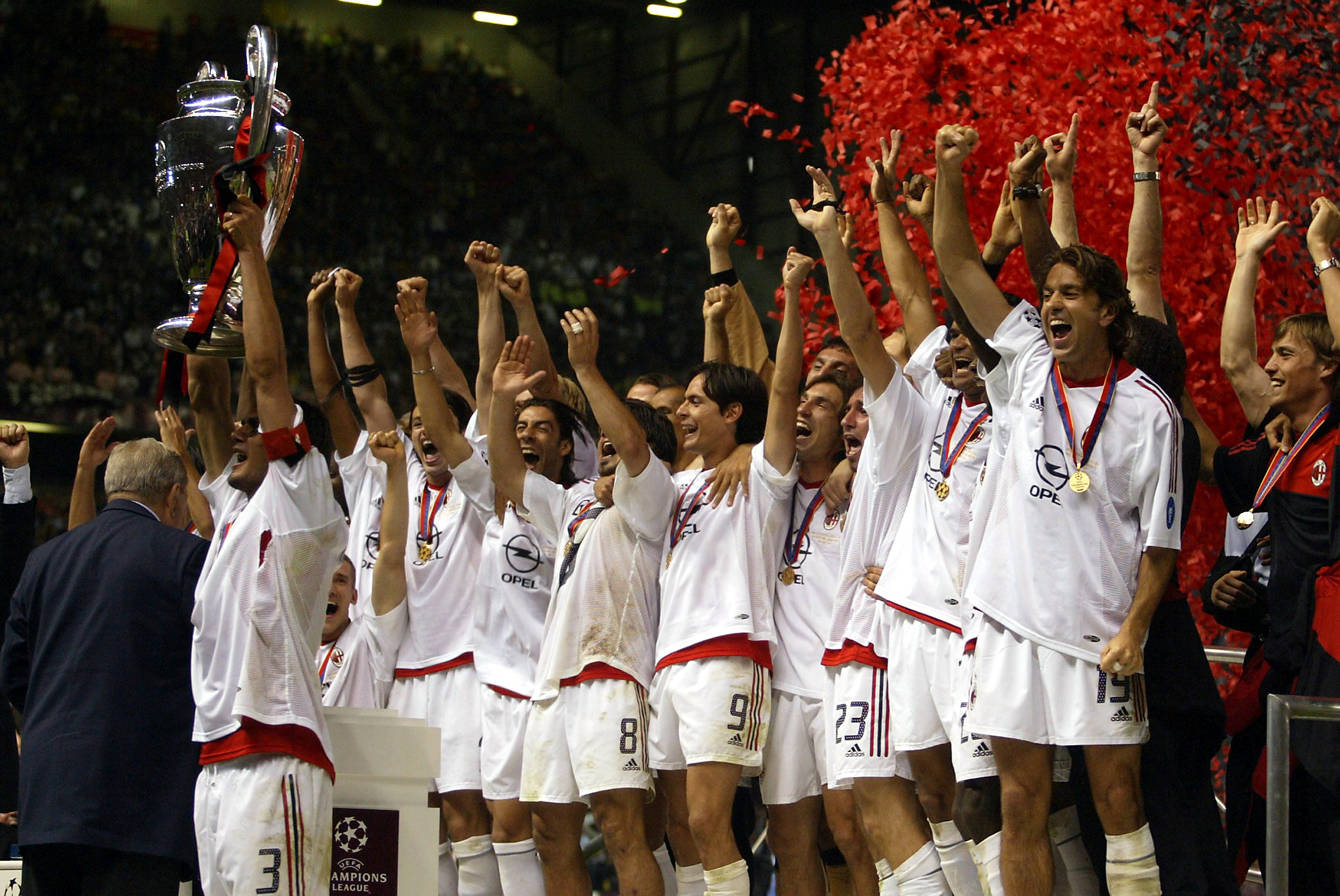
تتويح الفريق بلقب دوري الأبطال السادس في موسم 2002–03.

وفي الموسم التالي، تأهل الفريق إلى المباراة النهائية لدوري أبطال أوروبا للمرة الثانية خلال 3 سنين وواجه نادي ليفربول الإنجليزي، وتقدم عليهم في الشوط الأول بنتيجة 3-0، وسجل الأهداف كل من «باولو مالديني» و«هرنان كريسبو»، الذي سجّل هدفين. ولكن خلال فترة 6 دقائق استطاع نادي ليفربول أن يحول خسارته إلى تعادل بنتيجة 3–3، واتجهت المباراة إلى ركلات الجزاء الترجيحية وخسر نادي إيه سي ميلان فيها بنتيجة 3–2.
كان عام 2006 كئيباً على الفريق، فبعد أن حل ثانياً في الدوري الإيطالي بثمانية وعشرين فوزاً، اتُهم بضلوعه في فضيحة الكالتشيوبولي،  وتم خصم 30 نقطة من رصيده، فأصبح الفريق في المركز الثالث، وتوج نادي إنتر ميلان بلقب بطل الدوري. أما على المستوى الأوروبي، فلم يتجاوز الميلان الدور نصف النهائي بعد أن خسر ضد نادي برشلونة الذي توج بلقب البطولة فيما بعد.

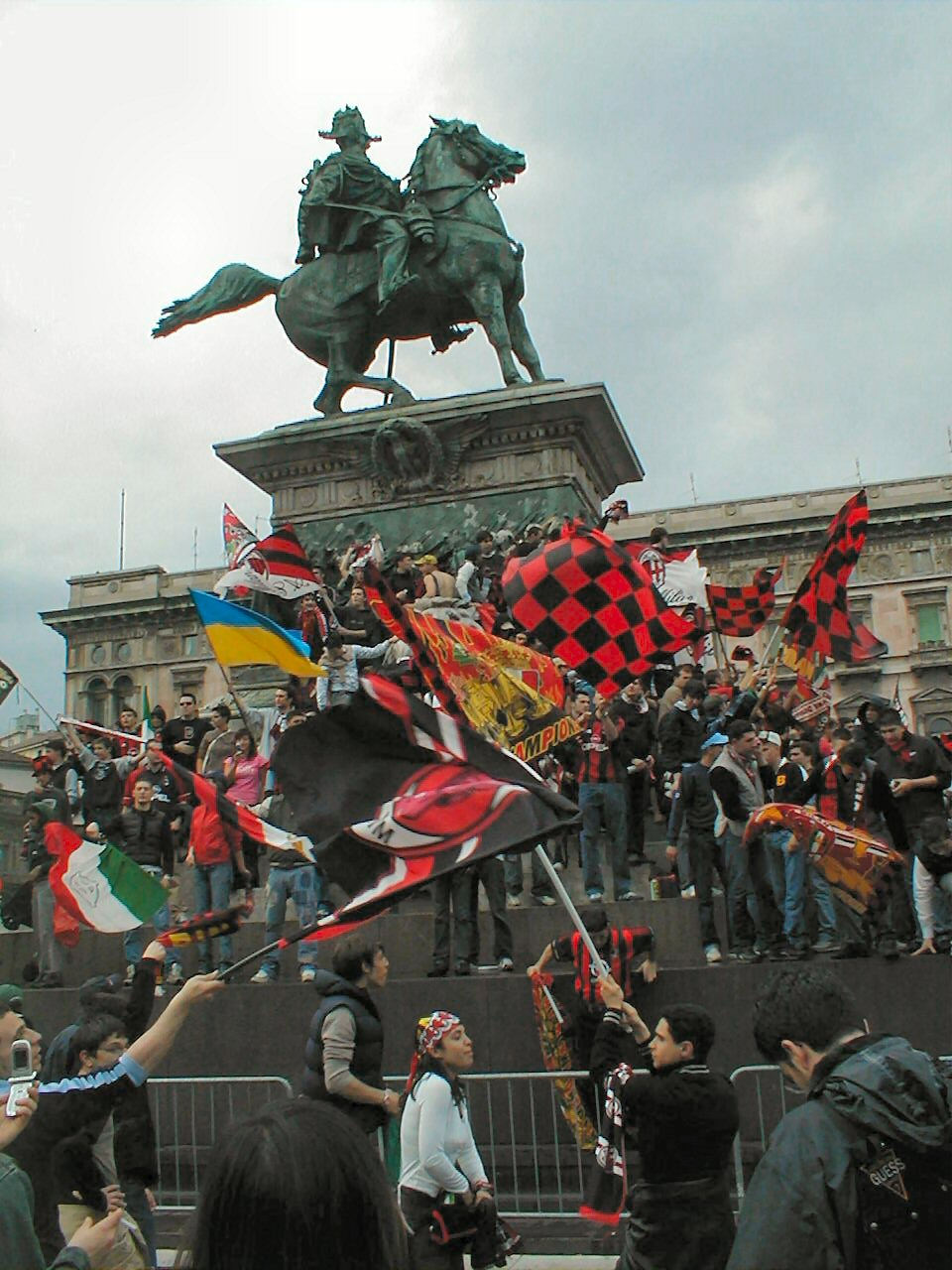
جمهور النادي يحتفل بلقب الدوري الإيطالي للمرة السابعة عشر في مايو 2004.

وفي موسم 2006/2007، عانى نادي إيه سي ميلان من بداية صعبة في الدوري الإيطالي، وخصوصاً بعد انتقال «أندريه شيفشينكو» إلى نادي تشيلسي الإنجليزي، وبدايته اللعب في الدوري وقد خُصم منه 8 نقاط، وقد وصل ترتيب الفريق في القسم الأول في بعض الأحيان إلى المركز السابع عشر، وفي الانتقالات الشتوية، ظفر النادي بجهود لاعبين كانوا مفيدين له في مثل هذا الوقت وهم: «ماسيمو أودو» من نادي لاتسيو و«رونالدو» من ريال مدريد، وبدأت نتائج الفريق بالتحسن، وفي بطولة دوري أبطال أوروبا استطاع الفريق بلوغ المباراة النهائية، التي جرت أمام نادي ليفربول الإنجليزي، وكأن التاريخ يعيد نفسه، ولكن في هذه المرة استطاع نادي إيه ي سي ميلان أن يفوز بنتيجة 2–1 بفضل هدفي «فيليبو إنزاغي»، ليحصل على بطولة دوري أبطال أوروبا للمرة السابعة في تاريخه. وبعد ذلك استطاع النادي العريق الفوز على نادي إشبيلية في السوبر الأوروبي بثلاثة اهداف لهدف، الأمر الذي أهله لكأس العالم للأندية ليلاقي بوكا جونيورز في النهائي، حيث فاز عليه بأربع أهداف لهدفين.
عاد النادي في الموسم التالي بهمة عالية بعد فوز كاكا بالعديد من الجوائز، كجائزة أفضل لاعب في أوروبا،الكرة الذهبية،جائزة أفضل لاعب في العالم، وجائزة مجلة وورد سوكر، الأمر الذي رفع الفريق من المراتب قبل الأخيرة إلى المركز الخامس ومكّنه من منافسة فيورنتينا والتقدم عليه بعد الفوز بمباراة الديربي، لكن فريق فيورنتينا عاد وحصل على المركز الرابع. ومما زاد الطين بلة أن الميلان خرج من دور الستة عشر في دوري أبطال أوروبا على يد آرسنال، ليُصبح الأخير أول فريق إنجليزي يفوز على الميلان في عقر داره. تم الاستغناء عن خدمات المدرب «كارلو أنشيلوتي»، بعد مواسم حافلة مليئة بالإنجازات الأوروبية والمحلية. ومر الميلان بسنة أخرى بعيدة عن البطولات يقيادة المدرب الشاب «ليوناردو أرواخو»  والذي ما لبث أن أقيل، وعين المدرب ماسيميليانو أليغري بدلاً منه.

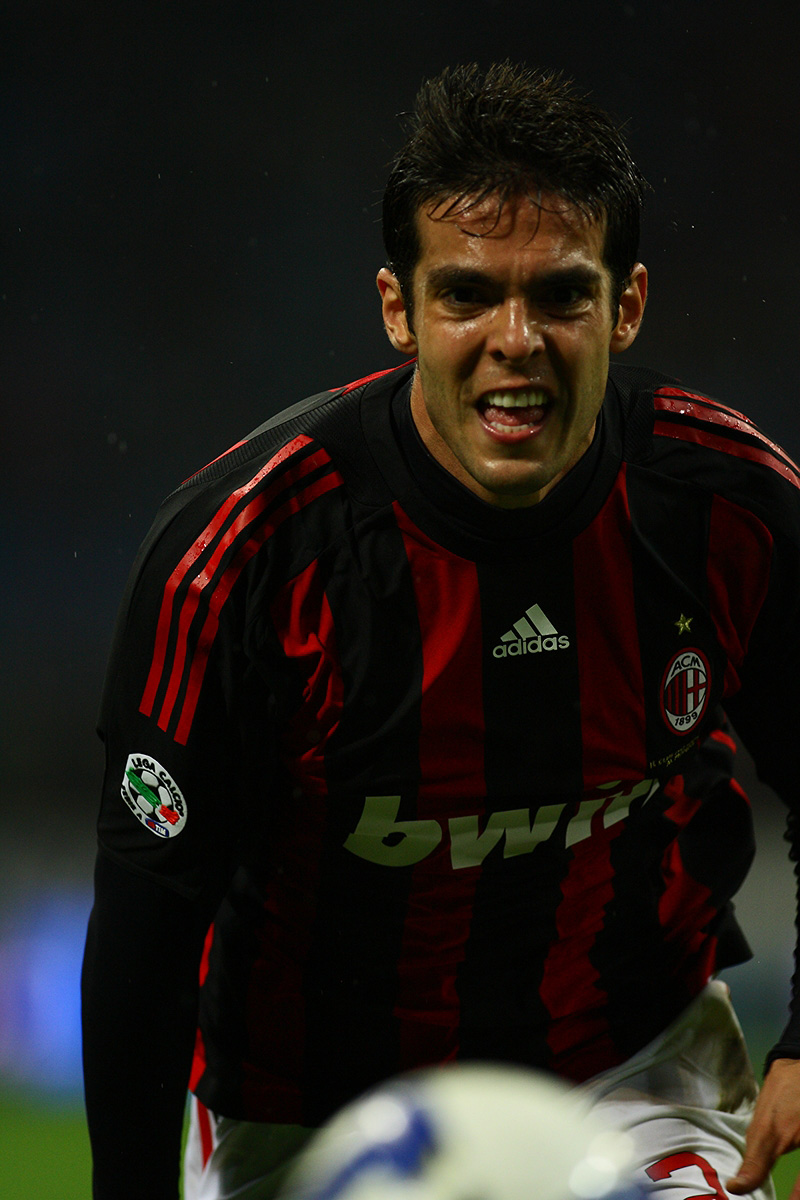
البرازيلي كاكا.

### فترة الركود والتخبطات الإدارية
قاد ماسيميليانو أليغري الميلان لثلاثة مواسم، حقق في موسمه الأول بطولة الدوري في موسم 2010–11، وهو القب الثامن عشر للميلان، والأول بعد 7 سنوات بعيدة عن الألقاب المحلية. وفي موسم 2012–13، حل النادي وصيفاً في الدوري وخرج من دور ربع النهائي من دوري أبطال أوروبا بعد خسارته من برشلونة. في موسم 2012–13 لم يتوج ميلان بأي لقب واكتفى بالمركز الثالث في الدوري الإيطالي. بعد 3 مواسم قضاها ماسيميليانو أليغري في الفريق، في موسم 2013–14 تم تعيين كلارنس سيدورف خلفاً له، وتبداً فترة التخباطات الإدارية. خلال 7 مواسم (من موسم 2013–14 ولغاية موسم 2019–20) درب الفريق 7 مدربين مختلفين؛ وهم كلارنس سيدورف وفيليبو إنزاغي وسينيشا ميهايلوفيتش وفينتشينزو مونتيلا وكريستيان بروكي وجنارو غاتوزو وماركو جيامباولو. وخلالها لم يحقق الفريق سوى لقب واحد، وهو لقب كأس السوبر الإيطالي في موسم 2016. كذلك ابتعد الفريق عن بطولة دوري أبطال أوروبا لعدة مواسم، واكتفى بالمشاركتين ف بطولة الدوري الأوروبي في موسمي 2017–18 و2018–19.

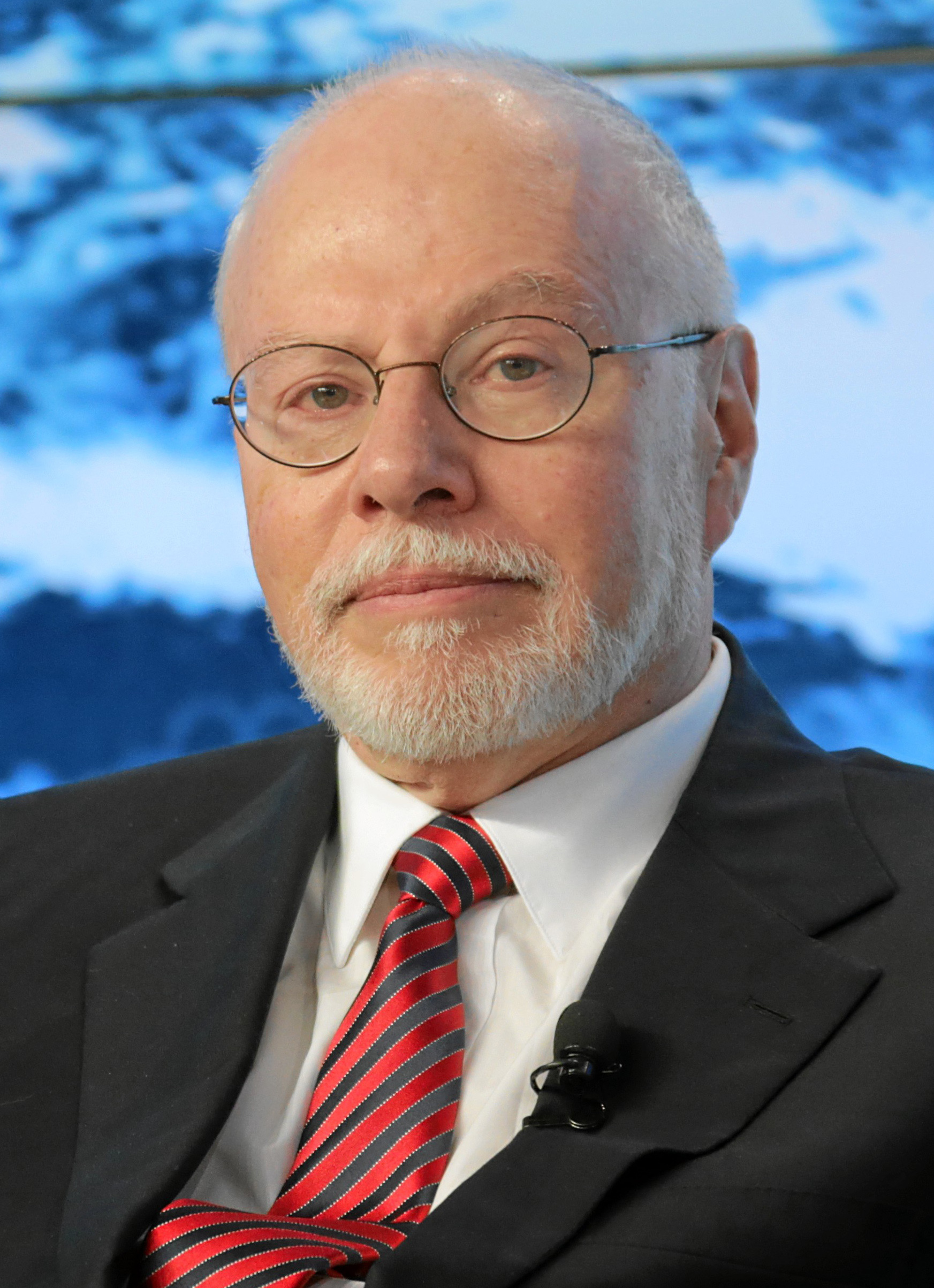
باول سينجر المدير التنفيذي لشركة إليوت للإدارة.

لم تقف التخبطات عند هذا الحد، بل شملت الطاقم الإدارة؛ فبسبب فشل النادي في التأهل للمنافسات الأوروبية منذ موسم 2014–15، فما كان من شركة النادي فينينفيست القابضة إلا أن وقعت عقدًا مبدئيًا مع رجل الأعمال التايلندي بي تايتشبول تبيعه بمقتضاه 48% من أسهم النادي مقابل 480 مليون يورو بحلول سنة 2015، غير أن الاتفاقية تداعت في نهاية المطاف. وفي 13 أبريل 2017 وبعد بضعة أشهر من المفاوضات، قامت مجموعة فينينفيست ببيع جميع الأسهم التي في حوزتها والتي تعادل 99.93٪ من رأس مال الشركة، لشركة روسونيري سبورت للاستثمار (بالإنجليزية: Rossoneri Sport Investment Lux)‏، ويرأسها رجل الأعمال الصيني لي يونغ هونغ، بمبلغ إجمالي قدره 740 مليون يورو. في اليوم التالي، أختير لي يونغ هونغ في اجتماع المساهمين رئيسًا جديداً للنادي، وهو أول أجنبي يشغل هذا المنصب -بعد المؤسس وأول رئيس للنادي ميلانو حتى عام 1909- الإنجليزي ألفريد إدواردز. عين الرئيس مجلس الإدارة الخاص به وتكون من أوربعة ممثلين من الشركة الصينية، ماركو فاسوني بمنصب المدير العام، ماسيمليانو ميرابيلي بمنصب المدير الرياضي، وباولو سكاروني وغيرهم.
في صيف موسم 2017–18، وبعد الاستحواذ الصيني على ملكية الفريق، قام الإدارة الجديدة بمديرها الجديد ماركو فاسوني بثورة انتقالات في الفريق، حيث انتدبت الإدارة 11 لاعباً جديداً للفريق، كان من ضمنهم القائد الجديد ليوناردو بونوتشي قادماً من يوفنتوس. بلغت فيمة تلك الصفقات حوالي 230 مليون يورو، وهو رقم قياسي كأعلى قيمة صرفت في سوق الانتقالات في الدوري الإيطالي. لكن وبعد سلسة من النتائج المخيبة تحت قيادة مونتيلا، تم تعيين مدرب البيريمفيرا الإيطالي جنارو غاتوزو ليقود تلك المجموعة، وكان هدف الإدارة من تلك الانتدابات هو ضمان مركز مؤهل لدوري أبطال أوروبا، من أجل تعويض ما تم صرفه في سوق الإنتقالات.

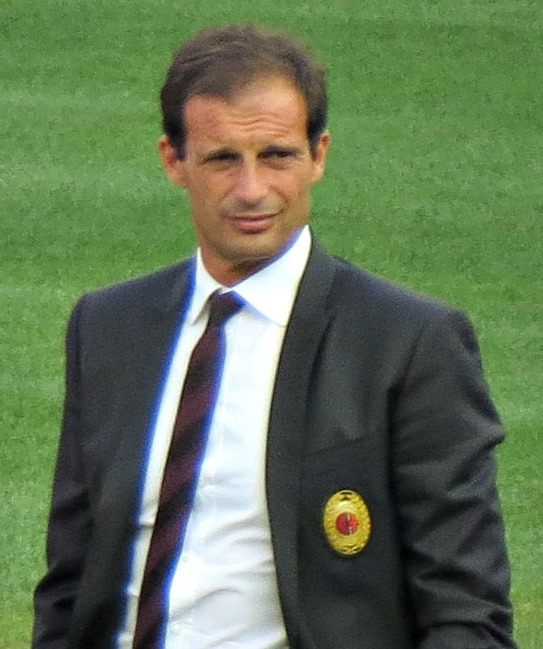
ماسيميليانو أليغري مدرب الفريق في موسم 2010–11.

لم يتغير حال الفريق، فخرج النادي من الدوري الأوروبي أمام نادي أرسنال بعد ما وصل لدور الـ16، وخسر نهائي كأس إيطاليا أمام يوفنتوس، إواحتل المركز السادس بدلاً من المراكز الأربعة الأولي المؤهلة للمشاركة في دوري أبطال أوروبا. تلاشت أحلام الإدارة الجديدة بالتأهل لدوري الأبطال، بل أصبحت مشارركة الفريق في الدوري الأوروبي محل شك، بعدما عاقب الاتحاد الأوروبي لكرة القدم الفريق بسبب كسره لقواعد العب المالي النظيف، منتظرين ما ستعلن عنه محكمة التحكيم الرياضية بخصوص قضيتهم المرفوعة على الاتحاد الأوروبي لكرة القدم. في يوليو 2017 حكمت محكمة التحكيم الرياضية ببطلان الحرمان الذي أقره اليويفا على الفريق، وبذلك تمكن ميلان من المشاركة في بطولة الدوري الأوروبي.
في 10 يوليو 2018، أعلنت شركة «إيليوت ماندجمنت» الأميركية عن سيطرتها على ملكية النادي بعدما قصر المالكون الجدد في في دفع التزاماتهم لصندوق الاستثمار الأمريكي. وفي 21 يوليو اجتمع مجلس الإدارة الجديد، وتم إعفاء ماركو فاسوني منصبع، وتعيين باولو سكاروني بدلاً عنه في رئيس النادي، كذلك تم انتداب البرازيلي ليوناردو أرواجو كمدير للفريق. أنهى ميلان أفضل موسم له منذ 2012-13، خامساً في الدوري الخامس برصيد 68 نقطة، وكان يفصله نقطة واحدة للتأهل لدوري أبطال أوروبا بفارق نقطة واحدة فقط، ولكنه خرج خالي الوفاض من بطولتي كأس إيطاليا والدوري الأوروبي. وفي صيف عام 2019 تم استبعاد النادي من الدوري الأوروبي لانتهاكه قواعد العب المالي النظيف في فترات (2014-2017) و (2015-2018).
بدأ ميلان موسم 2019-20 وهو مغاير تماما، لما كان عليه سابقا. فيعتبر موسم 2019-20 أكثر مواسم الفريق اضطرابا منذ فترة ما بعد الحرب العالمية في نهاية أربعينات القرن الماضي. حيث استقال البرازيلي ليوناردو أرواجو من منصبه كمديراًِ رياضياً للفريق وتم تعيين فريدريك مسارا بدلاً منه، وتم ترقية باولو مالديني إلى منصب المدير الفني، وعاد زفونيمير بوبان إلى الفريق في منصب المدير العام الرياضي، كذلك تم إقالة جنارو غاتوزو من منصبه وتعيين ماركو جيامباولو بديلاً. هذه التغيرات وعدم الاستقرار الإداري والفني أقر على الغريق بشكل كبير، حيث بدأ الفريق موسمه بأربعة هزائم في أول 6 مباريات؛ وهي أسوأ بداية للفريق منذ موسم 1938-39. وعليه تم إقالة ماركو جيامباولو في أكتوبر 2020، واستقدام الإيطالي ستيفانو بيولي بديلاً عنه بشكل مؤقت. مع وصول زلاتان إبراهيموفيتش وسيمون كيير في سوق الانتقالات الشتوية، وبعد التوقف الاضطراري بسبب تفشي جائحة فيروس كورونا في إيطاليا، ظهرت ملامح التعافي على الفريق، وبدأ يعود في لسكة الانتصارات، واستطاع الفوز بـ 9 مبارايات وتعادل في 3 في آخر 12 مباراة، مما أهله لاحتلال المركز السادس والتأهل لبطولة الدوري الأوروبي.

## وصلات خارجية
- الموقع الرسمي
- الموقع العربي
- نشيد النادي على يوتيوب